# Vibeke Johnsen
Vibeke Johnsen, född den 16 oktober 1968 i Oslo, Norge, är en norsk handbollsspelare.
Hon tog OS-silver i damernas turnering i samband med de olympiska handbollstävlingarna 1988 i Seoul.